# Concile de Paris (1811)
Pour les articles homonymes, voir Concile de Paris.
Le Concile de Paris ou Concile National est un événement important qui marque les dissensions entre l’empereur Napoléon Ier et le pape Pie VII. Il s’est déroulé en deux phases essentielles, du 17 juin au 5 août 1811 en la cathédrale Notre-Dame de Paris. Ce concile a en effet lieu alors que le pape est retenu prisonnier à Savone avant d’être transféré secrètement le 12 juin 1812 à Fontainebleau.
L’empereur souhaite transférer l’institution canonique du pape à l’archevêque métropolitain, mais il se heurte à la décision des prélats qui souhaitent que toutes les décisions qu’ils prennent soient approuvées par le pape en personne.

## Déroulement du concile
Avant le début du concile, Napoléon a dépêché trois prélats à Savone (de Barral, Duvoisin, et Mannay) auxquels s’est joint Bonsignore (it), dans le but d’obtenir un accord signé de Pie VII ; toutefois le Souverain Pontife, malgré la pression discrète mais persistante mise sur lui par cette députation des quatre évêques (1re députation à Savone), résista et refusa de considérer la « note » finale qu'ils rédigèrent, avant de le quitter et rentrer à Paris, comme un accord formel, mais seulement comme un projet à discuter ; après leur départ, il leur fit même envoyer par estafette, par le comte Gaspard de Chabrol, préfet de Montenotte (qui assurait la sévère réclusion du pape dans le palais épiscopal de Savone), un message selon lequel il rejetait formellement deux clauses de la « note ». Le pape déclara même, à cette occasion, au préfet Chabrol : « Heureusement, Nous n'avons rien signé. » Cette « note » (le pape avait seulement permis aux quatre évêques de lui en laisser une copie) stipulait que le pape consentait : « à instituer les évêques déjà nommés. » et « qu'une nouvelle clause fût insérée dans les Concordats : sauf cas d'indignité, les métropolitains accorderaient l'institution aux évêques nommés qui n'auraient pas, dans les six mois, reçu (du pape) leurs bulles canoniques. ».

### Première phase (du 17 juin au 10 juillet)
Le concile débute donc le 17 juin mais met un certain temps à aborder la question de l’institution canonique du pape. On sait que dans les premières séances il est question de rédiger une adresse à l'Empereur. La rédaction de celle-ci donne lieu à de longues discussions : on y avait inséré la doctrine contenue dans la déclaration des quatre articles de 1682 relative au gallicanisme, que les évêques italiens n'admettent point.
C’est ainsi, après de nombreux débats, que la majorité des prélats se prononce en faveur de Pie VII. Les prélats demandent toutefois, avant d’annoncer leur réponse à Napoléon, la permission de présenter au Saint-Père, « l’état déplorable des Églises de l’Empire français et du royaume d’Italie », ce qui agace grandement l’empereur.
Le 7 juillet, après que l’Empereur eut rappelé l’« accord » avec Pie VII (le pape avait, en fait, refusé de signer quoi que ce soit, voir supra), le projet impérial est accepté mais les prélats reviennent dès le lendemain sur leur décision. Le projet impérial se définit comme suit : les évêques seront nommés par l’empereur et institués canoniquement par le métropolitain le plus ancien. Si le métropolitain refuse d’instituer l’évêque, c’est la Cour d’appel qui se charge de déclarer le siège vacant. Dans les diocèses où il n’y a plus d’évêque, les séminaires seront fermés, les élèves envoyés dans les diocèses alentour et les curés seront nommés par le préfet.
Outré par le revirement de l’assemblée épiscopale, Napoléon fait émettre le 11 juillet 1811, un décret impérial annonçant la dissolution du concile.

### Seconde phase (du 10 juillet au 5 août)
Pour éviter d’envenimer les choses, le cardinal de Cambacérès, archevêque de Rouen, fait acte de soumission envers l’empereur, tout en exprimant des réserves sur les décisions impériales. Le 22 juillet, Napoléon demande au président du concile, le cardinal Fesch, d’en faire autant, ce qu’il refuse.

## Personnalités présentes au concile
Liste, « par ordre de préséance, des Éminentissimes, Illustrissimes et Rêvérendissimes Cardinaux, Archevêques et Évéques, réunis à Paris, pour le Concile national ».
Cardinaux
1. Joseph Fesch, archevêque de Lyon, primat des Gaules, Grand aumônier de l'Empire, présidant le concile,
2. Jean-Sifrein Maury, évêque de Montefiascone et Corneto, nommé à l’archevêché de Paris,
3. Antonio Felice Zondadari, archevêque de Sienne
4. Giuseppe Spina, archevêque de Gênes,
5. Carlo Francesco Maria Caselli, évêque de Parme,
6. Étienne Hubert de Cambacérès, archevêque de Rouen,
Archevêques :
7. Antonio Codronchi, archevêque de Ravenne (royaume d’Italie), Grand aumônier du Royaume,
8. Charles François d'Aviau du Bois de Sanzay, archevêque de Bordeaux,
9. Hyacinthe de La Tour, archevêque de Turin,
10. Claude Le Coz, archevêque de Besançon,
11. Claude François Marie Primat, archevêque de Toulouse,
12. Louis-Mathias de Barral, archevêque de Tours,
13. Ranieri Alliata (it), archevêque de Pise,
14. Paolo Lamberto D'Allègre (it), archevêque-évêque de Pavie (royaume d’Italie),
15. Dominique Dufour de Pradt, archevêque de Malines,
Archevêques nommés :
16. Antoine Eustache d'Osmond, évêque de Nancy, nommé à l’archevêché de Florence,
17. Gaspard-André Jauffret, évêque de Metz, nommé à l’archevêché d'Aix-en-Provence,
18. Stefano Bonsignore (it), évêque de Faenza, nommé au patriarcat de Venise (royaume d’Italie),
Évêques :
19. Gian Paolo Dolfin, évêque de Bergame,
20. Étienne-André-François-de-Paul Fallot de Beaumont, évêque de Plaisance,
21. Charles-François-Joseph Pisani de la Gaude, évêque de Namur,
22. Federico Maria Molin, évêque d'Adria (royaume d’Italie),
23. Bernard-Marie Carenzoni, évêque de Feltre,
24. Bernardino Marini, évêque de Trévise,
25. Jean-Baptiste Pierre Saurine, évêque de Strasbourg,
26. François Bécherel, évêque de Valence,
27. Jean-François Périer, évêque d'Avignon,
28. Louis Charrier de La Roche, évêque de Versailles,
29. Giovanni Battista Pio Vitale, évêque de Mondovi,
30. Charles Montault, évêque d'Angers,
31. Henri Reymond, évêque de Dijon,
32. Carlo Rovelli (it), évêque de Côme (royaume d’Italie),
33. Fabrizio Selvi, évêque de Grosseto,
34. Bonaventura Gazola, évêque de Cervia (royaume d’Italie),
35. Karl Klemens von Gruben (de), évêque suffragant d'Osnabrück,
36. Clément-Auguste Droste zu Vischering, évêque titulaire (« in partibus ») de Calama (de), suffragant (ou évêque auxiliaire) de Münster,
37. Vincenzo Maria Maggioli, évêque de Savone,
38. Giuseppe Maria Peruzzi (it), évêque de Chioggia (royaume d’Italie),
39. Francesco Toli, évêque de Pistoia et Prato,
40. Gregorio Boari, évêque de Comacchio (royaume d’Italie),
41. Giuseppe Maria Grimaldi, évêque d'Ivrée,
42. Emanuel Josef Maria Peter von Thun-Hohenstein, évêque de Trente,
43. Dominique Lacombe, évêque d'Angoulême,
44. Jean-Claude Leblanc de Beaulieu, évêque de Soissons,
45. Filippo Angelico Becchetti, évêque de Città della Pieve,
46. Louis Belmas, évêque de Cambrai,
47. Jean-Baptiste Bourlier, évêque d'Évreux,
48. Jean-Baptiste Marie Caffarelli, évêque de Saint-Brieuc, un des chefs de l'opposition à la politique impériale[10],
49. Charles-Antoine-Henri Du Valk de Dampierre, évêque de Clermont,
50. Charles Brault, évêque de Bayeux,
51. Hugues-Robert Jean Charles La Tour d'Auvergne-Lauraguais, évêque d'Arras,
52. Jean-Chrysostôme de Villaret, évêque de Casal (it),
53. Jean-Marie-Philippe Dubourg, évêque de Limoges,
54. Louis Sébastiani de La Porta, évêque d'Ajaccio,
55. Irénée-Yves de Solle, évêque de Chambéry,
56. Jean-Baptiste Colonna d'Istria, évêque de Nice,
57. Charles Mannay, évêque de Trèves,
58. François-Joseph Hirn, évêque de Tournai,
59. Jean Jacoupy, évêque d'Agen,
60. Jean-Baptiste Duvoisin, évêque de Nantes,
61. Guillaume-Balthazar Cousin de Grainville, évêque de Cahors,
62. Claude Simon, évêque de Grenoble,
63. Joseph Ludwig Colmar, évêque de Mayence,
64. Arnaud-Ferdinand de La Porte, évêque de Carcassonne,
65. Filippo Ganucci, évêque de Livourne,
66. Filippo Ghighi, évêque de Sovana,
67. Joseph-Jacques Loison, évêque de Bayonne,
68. Pellegrino Maria Carletti, évêque de Montepulciano,
69. Angelo Vincenzo Andrea Maria Dania, évêque d'Albenga,
70. Jean-François de Demandolx, évêque d'Amiens,
71. Paul-Jérôme Orengo, évêque de Vintimille,
72. Giulio Cesare Pallavicini, Évêques de Luni-Sarzana,
73. Giulio de' Rossi, évêque de Pescia,
74. Étienne-Célestin Enoch, évêque de Rennes,
75. Pierre-Paul de Faudoas, évêque de Meaux,
76. Étienne-Martin Maurel de Mons, évêque de Mende,
77. Pierre-Vincent Dombidau de Crouseilles, évêque de Quimper,
78. Niccolò Laparelli, évêque de Cortone,
79. Francesco Scipione Dondi Dell'Orologio (it), évêque de Padoue (royaume d’Italie),
80. Maurice Jean Madeleine de Broglie, évêque de Gand,
81. Charles François Melchior Bienvenu de Miollis, évêque de Digne,
82. Pietro Fazzi, évêque de San Miniato,
83. Giuseppe Gaetano Incontri (it), évêque de Volterra,
84. Fabien-Sébastien Imberties, évêque d'Autun,
85. Nicolas Marie Fournier de La Contamine, évêque de Montpellier,
86. Francesco Milesi, évêque de Vigevano (royaume d’Italie),
87. Gabrio Maria Nava, évêque de Brescia (royaume d’Italie),
88. Joseph-François-Xavier de Preux, évêque de Sion,
89. Andrea Bratti, évêque de Forlì (royaume d’Italie),
90. Innocenzo Maria Lirutti (it), O.S.B., évêque de Vérone (royaume d’Italie),
91. Gualfardo Ridolfi, évêque de Rimini.
92. Tommaso Ronna (it), évêque de Crema (royaume d’Italie),
93. Pierre Dupont de Poursat, évêque de Coutances,
94. Pierre-Ferdinand de Bausset-Roquefort, évêque de Vannes,
95. Étienne-Antoine de Boulogne, évêque de Troyes,
Évêques nommés :
96. François-Antoine Lejeas, nommé à l'évêché de Liège,
97. François-André Dejean (it), nommé à l'évêché d'Asti,
98. Guillaume-Auguste Jaubert, nommé à l'évêché de Saint-Flour,
99. Sylvestre-Antoine Bragouse de Saint-Sauveur, nommé à l'évêché de Poitiers,
100. Jean-Denis-François Camus, nommé à l'évêché d'Aix-la-Chapelle,
101. Benoît Costaz, nommé à l'évêché de Nancy,
102. Jacques Raillon, nommé à l'évêché d'Orléans,
103. Mathias-François Van Camp, nommé au diocèse de Bois-le-Duc,
104. Claude-Ignace Laurent, nommé à l'évêché de Metz.